# Charita Bauer
Charita Bauer (* 20. Dezember 1922 in Newark, New Jersey; † 28. Februar 1985 in New York City, New York) war eine US-amerikanische Schauspielerin. Sie wurde bekannt als Bertha „Bert“ Bauer in der Seifenoper Springfield Story.

## Leben
Bauer war von 1933 bis 1944 am Broadway tätig, bevor sie im US-amerikanischen Fernsehen zunächst von 1949 bis 1950 in der Serie The Aldrich Family, und von 1952 bis zu ihrem Tod in der Springfield Story spielte. Diese Rolle hatte sie schon zuvor im Hörfunk verkörpert. Auch bei ihrem einzigen Kinofilm, Satan in Weiss von 1983, gab sie als Bert Bauer einen Cameo-Auftritt.
In die  Rolle flossen auch alle persönlichen Schicksalsschläge mit ein. Als Bauer 1960 an Unterleibskrebs erkrankte und sich einer Behandlung unterziehen musste, kämpfte auch Bert gegen den Krebs. Kurz vor ihrem Tod wurde ihr auf Grund einer Diabetes-Erkrankung ein Bein amputiert und auch diesmal wurde diese Erkrankung mit ihren Folgen in die Serie eingebaut, so dass sie die ihre Rolle Bert auch im Rollstuhl weiter spielen konnte. Als Bauers Gesundheitszustand sich 1984 so weit verschlechterte, dass sie nicht mehr vor der Kamera auftreten konnte, wurde ihr Part Bert zu einem langen Besuch bei ihrer Schwester geschickt.
Auch als Bauer 1985 starb, lebte Bert Bauer – diesmal von einer anderen Darstellerin gesprochen – am Telefon der Springfield Story weiter. Erst ein Jahr später ließen die Produzenten auch Bert sterben und ehrten Bauer mit einer Episode, die aus Rückblenden auf fast 40 Jahre ihre schauspielerischen Arbeit in der Serie bestand.